# Serra do Lopo
A serra do Lopo é um conjunto de montanhas situado na fronteira entre as cidades de Extrema (MG) e Joanópolis (SP), Brasil. O pico do Lopo, o ponto mais alto da serra que lhe dá nome, possui 1750 metros de altitude e é um dos pontos de visitação mais procurados daquela região, pelo fato de oferecer uma vista de 360º da Represa do Jaguari e abranger diversas cidades, como Joanópolis, Extrema, Piracaia e outras, dentre elas, Bragança Paulista. 

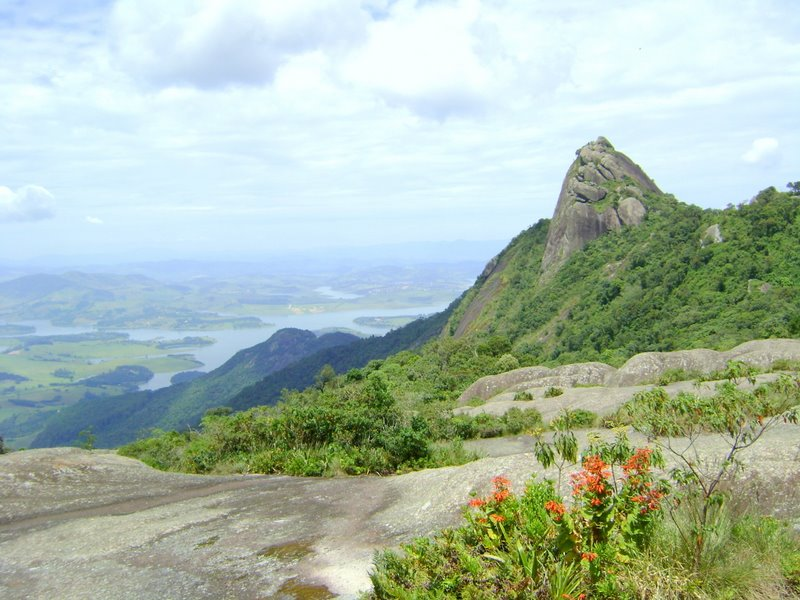
Pico do Lopo, 2009